# Begonia sect. Peltaugustia
Begonia secc. Peltaugustia es una sección del género Begonia, perteneciente a la familia de las begoniáceas, a la cual pertenecen las siguientes especies:

## Especies
| - Begonia samhaensis - Begonia socotrana |